# Championnat de France interclubs de Scrabble duplicate
Pour les articles homonymes, voir Championnats de France interclubs.
Le Championnat de France interclubs de Scrabble duplicate est un tournoi de Scrabble par équipes de joueurs licenciés dans un même club qui a lieu chaque année.
Cette compétition a subi de nombreuses évolutions dans son organisation au cours des années. 

## Formule actuelle
À chaque série nationale du classement de Scrabble duplicate correspond un indice de valeur (IV) : Super-série (14 pts), 1A (13 pts), 1B (12 pts), 2A (11 pts), 2B (10 pts), 3A (9 pts), 3B (8 pts), 4A ou 4B (7 pts), 4C ou 4D (6 pts), 5A ou 5B (5 pts), 5C ou 5D (4 pts), 6A ou 6B (3 pts), 6C ou 6D (2 pts), 7 (1 pt). Les équipes sont réparties en divisions selon la somme des indices de valeur des joueurs de chaque équipe. Les divisions 1 à 3 sont constituées d'équipes de 7 joueurs. Les divisions 4 à 6 sont constituées d'équipes de 5 joueurs. Chaque équipe comprend généralement au moins un remplaçant, le plus souvent affecté à l'arbitrage.
- Divisions 1 et 2 : IV supérieur à 55.
- Division 3 : IV entre 36 et 55.
- Division 4 : IV entre 26 et 35.
- Division 5 : IV entre 16 et 25.
- Division 6 : IV inférieur à 16.

Une phase qualificative est organisée par centres régionaux. Elle consiste en trois parties prétirées de Scrabble duplicate, jouées en 3 minutes. On additionne simplement les scores de tous les joueurs de chaque équipe et les résultats sont regroupés au niveau national. Les 12 premières équipes de division 2 et les 8 premières équipes des autres divisions sont qualifiées pour la finale, qui a lieu chaque année dans une ville différente. Les quatre premières équipes de la finale du championnat Interclubs de l'année précédente sont qualifiées directement pour la finale.
Lors de la finale, les équipes sont réparties en poules de 4 et disputent des matchs à un contre un : à l'issue de chaque partie les scores des joueurs des 2 équipes sont comparés : pour des matches entre deux équipes de 7 joueurs, le score le plus élevé rapporte 14 points, le deuxième 13 points, etc. (respectivement, des points de 10 à 1 sont attribués pour les équipes de 5 joueurs). La somme des points apportés par les joueurs de chaque équipe donne le score du match.  
Après les 3 matches de poules, les équipes terminant premières des 4 poules de division 1+2 forment la division "toutes catégories", celles terminant deuxièmes forment la "première division", les 8 autres forment la "seconde division". 
Les 2 premières équipes des autres poules sont qualifiées pour des demi-finales suivies d'une finale qui désigne le Champion de France interclubs de la division.
Les 3 premières équipes de la division "toutes catégories" et le vainqueur de la phase qualificative (s'il est au moins en première division) ou le quatrième de la division "toutes catégories" sont qualifiées pour les Championnats d'Europe interclubs de Scrabble duplicate pour y retrouver 3 équipes belges et une équipe suisse.

## Palmarès

### 2022 (Finale àArles, 25-26 juin)
La formule de jeu est toujours inchangée par rapport à 2013. C'est le retour de cette compétition interclubs après l'annulation des championnats 2020 et 2021 pour cause de crise sanitaire. La reprise est difficile avec une participation en baisse de 30 % en nombre d'équipes engagées. En finale, Le Bouscat s'impose et remporte son sixième titre.
- Toutes catégories : 1. Le Bouscat Calissons, 2. Fruges 1, 3. Rouen, 4. Bougival.
- Division 1 : 1. Nancy Stanislas, 2. Strasbourg Lingo d'Or, 3. Villeneuve-le-Roi, 4. Paris Elysées Louvre.
- Division 2 : 1. Montpellier Frérèche, 2. La Seyne-sur-Mer Top Seynois, 3. Audincourt Circuit, 4. Le Bouscat Café, 5. Annecy, 6. Mer Ione, 7. Ronchin 1.
- Division 3 : 1. Montigny-le-Bretonneux 1, 2. Chaville Les Ambitieux, 3. Tournefeuille, 4. Perpignan Tramontane, 5. Lyon Bellecour, 6. Marseille Joker, 7. Nancy Héré, 8. Nancy Platini.
- Division 4 : 1. Nîmes Jean-Jaurès, 2. Le Havre 1, 3. Mulhouse Rebberg, 4. Carpentras Les Diamants Noirs, 5. Illkirch Nachtill 1, 6. Olonne La Grande Bleue, 7. Rennes Les Goélands, 8. Royan Foncillon.
- Division 5 : 1. Fruges 2, 2. Saint-Amand-les-Eaux Dentelle, 3. Montpellier Clapas, 4. Courbevoie Urubu, 5. Marcq-en-Baroeul Steppeur, 6. Vidauban 1, 7. Masevaux / Uffholtz Doller-Thur, 8. Saint-Maur 1.
- Division 6 : 1. Lyon Perrache, 2. Alès Y, 3. Angers Jean Lurçat, 4. Carrières-sur-Seine Les Carrillons, 5. Fruges 3, 6. Mennecy Scrabble, 7. Montpellier Surdoués, 8. Montarnaud Les Héros.

Qualification (547 équipes, par centres régionaux, le 20 mars) : Division 2 (14 équipes, 1. Nancy, 2. Fruges, 3. Bougival), Division 3 (86 équipes), Division 4 (195 équipes), Division 5 (214 équipes), Division 6 (38 équipes).

### 2019 (Finale àSaint-Avold, 29-30 juin)
La formule de jeu est toujours inchangée par rapport à 2013. Rouen renoue avec le titre après sa victoire en 2016 après avoir battu Le Bouscat en demi-finale, puis une équipe de Paris renforcée cette année, en finale. Ces championnats auront été marqués par la canicule et des conditions de jeu éprouvantes pour les joueurs.
- Toutes catégories : 1. Rouen Corneille, 2. Paris Louvre, 3. Le Bouscat 1, 4. Villeneuve-le-Roi.
- Division 1 : 1. Fruges, 2. Nancy Stanislas, 3. Strasbourg, 4. Chamalières.
- Division 2 : 1. Théding, 2. Bougival, 3. Montpellier Frérèche, 4. La Seyne-sur-Mer, 5. Nantes 1, 6. Le Bouscat 2, 7. Annecy, 8. Paris Elysées Orsay.
- Division 3 : 1. Lyon Bellecour, 2. Bondoufle 7 Samouraïs, 3. Tournefeuille Océan, 4. Chaville, 5. Perpignan, 6. Chalon-sur-Saône, 7. Rouen Flaubert, 8. Tours.
- Division 4 : 1. Cusset, 2. Le Bouscat 3, 3. Nancy Platini, 4. Courbevoie, 5. Niort , 6. Mainvilliers, 7. Laxou, 8. Crépy-en-Valois.
- Division 5 : 1. Bondoufle Intouchables, 2. Tournefeuille Afrique, 3. Montpellier Di Lunes, 4. Pointe-à-Pitre, 5. Metz, 6. Amiens, 7. Saint-Denis-en-Val, 8. Bernin.
- Division 6 : 1. Montpellier Surdoués, 2. Noisy-Bailly, 3. Lyon Perrache, 4. Villeneuve-d'Ascq, 5. Nantes 8, 6. Orléans, 7. Gap, 8. Carpentras.

Qualification (785 équipes, par centres régionaux, le 24 mars) : Division 2 (17 équipes, 1. Strasbourg, 2. Villeneuve-le-Roi, 3. Paris Louvre), Division 3 (145 équipes), Division 4 (258 équipes), Division 5 (291 équipes), Division 6 (74 équipes).

### 2018 (Finale àMérignac, 9-10 juin)
La formule de jeu est toujours inchangée par rapport à 2013. Le Bouscat conserve son titre en finale toutes catégories devant Rouen une nouvelle fois. Chamalières complète le podium et se qualifie pour la première fois pour les Interclubs européens.
- Toutes catégories : 1. Le Bouscat d'Or, 2. Rouen Corneille, 3. Chamalières, 4. Nancy.
- Division 1 : 1. Paris Elysées-Denfert, 2. Villeneuve-le-Roi, 3. Fruges, 4. Unieux.
- Division 2 : 1. Montpellier Frérèche, 2. Le Bouscat Métaphore, 3. La Seyne-sur-Mer, , 4. Nantes, 5. Strasbourg, 6. Melun, 7. Chaville.
- Division 3 : 1. Ronchin, 2. Perpignan Tramontane, 3. Béziers, 4. Borgo, 5. Courbevoie Incandescence, 6. Marseille Phocéen, 7. Marseille Joker, 8. Perpignan Canigou.
- Division 4 : 1. Blois, 2. Tournefeuille, 3. Paris XV, 4. Rouen Géricault, 5. Vidauban , 6. Saint-Maur, 7. Montpellier Troie, 8. Baie-Mahault.
- Division 5 : 1. Courbevoie Effervescence, 2. Gisors, 3. Carpentras, 4. Amiens 1, 5. Nanterre, 6. Saint-Joseph, 7. Saint-Michel-sur-Orge, 8. Franconville.
- Division 6 : 1. Bondoufle, 2. Amiens 3, 3. Lyon, 4. Carrières-sur-Seine, 5. Bruyères, 6. Saint-Léonard 7, 7. Barville-Beaune, 8. Orléans.

Qualification (771 équipes, par centres régionaux, le 25 mars) : Division 2 (16 équipes, 1. Villeneuve-le-Roi, 2. Le Bouscat Métaphore, 3. Chamalières), Division 3 (128 équipes), Division 4 (269 équipes), Division 5 (292 équipes), Division 6 (66 équipes).

### 2017 (Finale àCarpentras, 17-18 juin)
La formule de jeu est inchangée par rapport à 2013. Le Bouscat détrône Rouen pour le titre de champion de France toutes catégories.
- Toutes catégories : 1. Le Bouscat d'Or, 2. Rouen Corneille, 3. Fruges 1, 4. Strasbourg.
- Division 1 : 1. Villeneuve-le-Roi, 2. Montpellier Frérèche, 3. Le Bouscat 's Noisettes, 4. Annecy.
- Division 2 : 1. Vichy Scrabbl'Académie, 2. Paris Etoile, 3. Unieux Galopin, 4. Nîmes Kaufmann, 5. La Seyne-sur-Mer, 6. Vourles Starking, 7. Chaville, 8. Nantes.
- Division 3 : 1. Bondoufle One, 2. Ronchin, 3. Tournefeuille Afrique, 4. Perpignan Catalane, 5. Courbevoie Adagio, 6. Rennes, 7. Ouistreham, 8. Montpellier Grisettes.
- Division 4 : 1. Niort Pexinoise, 2. Le Bouscat 's Cou, 3. Le Perreux, 4. Marcq-en-Barœul, 5. Paris Montparnasse, 6. Angers, 7. Fort-de-France, 8. Montigny-le-Bretonneux Ma Net Work.
- Division 5 : 1. Nancy Platini, 2. Toulon Toupaye, 3. Gisors, 4. La Seyne-sur-Mer Seyne-et-Show, 5. Gonfreville, 6. Rouen Nicolle, 7. Draguignan, 8. Nanterre.
- Division 6 : 1. Unieux Dorante, 2. Montpellier Surdoués, 3. Carrières-sur-Seine, 4. Orléans La Retrêve, 5. Montigny-le-Bretonneux Ma Net Suke, 6. Nantes 7, 7. Creutzwald, 8. Bondy 3.

Qualification (794 équipes, par centres régionaux, le 26 mars) : Division 2 (22 équipes, 1. Montpellier Frérèche, 2. Unieux Galopin, 3. Fruges 1), Division 3 (146 équipes), Division 4 (243 équipes), Division 5 (327 équipes), Division 6 (56 équipes).

### 2016 (Finale àBron, 11-12 juin)
La formule de jeu est inchangée par rapport à 2013. Le club de Rouen conserve son titre de champion de France toutes catégories.
- Toutes catégories : 1. Rouen Corneille, 2. Paris Elysées-Denfert, 3. Le Bouscat 1, 4. Villeneuve-le-Roi.
- Division 1 : 1. Annecy, 2. Unieux, 3. Fruges 1, 4. La Seyne-sur-Mer.
- Division 2 : 1. Le Bouscat 2, 2. Nîmes, 3. Nantes, 4. Marseille, 5. Montpellier Frérèche, 6. Rouen Flaubert, 7. Montrouge, 8. Chaville.
- Division 3 : 1. Paris Elysées-Etoile, 2. Courbevoie, 3. Le Bouscat 3, 4. Niort, 5. Mainvilliers, 6. Angoulême Marguerites, 7. Perpignan, 8. Besançon.
- Division 4 : 1. Vichy, 2. Montpellier Emmieute, 3. Bondoufle Three, 4. Saint-Avold, 5. Marcq-en-Barœul, 6. Bondoufle Five, 7. Joinville, 8. Bihorel.
- Division 5 : 1. Amiens, 2. Fruges 2, 3. Gonfreville 2, 4. Gisors, 5. Montpellier Taulards, 6. La Chapelle-d'Armentières, 7. Orléans La Chapelle, 8. Cosne-Cours-sur-Loire.
- Division 6 : 1. Paris Ile-de-France Ouest Jeunes, 2. Orléans Saint-Pryvé, 3. Nantes Cens, 4. Bondoufle Six, 5. Illkirch, 6. Montbartier, 7. Comines, 8. Gonfreville 3.

Qualification (814 équipes, par centres régionaux, le 20 mars) : Division 2 (19 équipes, 1. Le Bouscat 1, 2. Villeneuve-le-Roi, 3. Fruges 1), Division 3 (143 équipes), Division 4 (263 équipes), Division 5 (330 équipes), Division 6 (59 équipes).

### 2015 (Finale àCarpentras, 13-14 juin)
La formule de jeu est inchangée par rapport à 2013. Le club de Montpellier a qualifié cinq équipes en finale, ce qui constitue un nouveau record (plusieurs clubs avaient déjà qualifié quatre équipes). En Division 6, à la suite d'une réclamation, l'équipe de Vichy, finaliste, a été déclassée place pour avoir joué toute la compétition avec un indice supérieur au maximum de sa division.
- Toutes catégories : 1. Rouen, 2. Annecy, 3. Paris Elysées-Denfert 1, 4. Ronchin.
- Division 1 : 1. Le Bouscat Emeline, 2. Villeneuve-le-Roi, 3. Nancy Stanislas, 4. Strasbourg.
- Division 2 : 1. La Seyne-sur-Mer Seynieurs, 2. Fruges, 3. Le Bouscat Michèle, 4. Montpellier Frérèche, 5. Bondoufle One, 6. Vourles Starking, 7. Unieux Clitandre, 8. Marseille Phocéen.
- Division 3 : 1. Vichy 1, 2. Le Bouscat Fabien, 3. Landivisiau, 4. Ouistreham, 5. Élancourt Croissant, 6. Niort Sans Tambour, 7. Borgo-Bastia, 8. Crépy-en-Valois.
- Division 4 : 1. Saint-Maur, 2. Orléans Saint-Jean, 3. Bihorel Dorado, 4. Nice, 5. Boulogne-Billancourt, 6. Saint-Germain-en-Laye, 7. Montpellier 2, 8. Théding.
- Division 5 : 1. Montpellier 3, 2. Audincourt, 3. Barville-Beaune, 4. Orléans Donnery, 5. Bondy 2, 6. La Chapelle-d'Armentières, 7. Gisors Boisgeloup, 8. Gonfreville.
- Division 6 : 1. La Seyne-sur-Mer Seyne-et-Show, 2. Illkirch 5, 3. Bondoufle 5, 4. Montpellier 5, 5. Montpellier 6, 6. Montbartier, 7. Orléans Saint-Pryvé, 8. Vichy 2.

Qualification (827 équipes, par centres régionaux, le 27 mars) : Division 2 (19 équipes, 1. Villeneuve-le-Roi, 2. Ronchin, 3. Nancy), Division 3 (148 équipes), Division 4 (253 équipes), Division 5 (336 équipes), Division 6 (71 équipes).

### 2014 (Finale àBron, 14-15 juin)
La formule de jeu est inchangée par rapport à 2013, excepté un aménagement concernant la composition des poules : à la suite du cas du Bouscat en 2013, deux équipes d'un même club, en finale dans une même division ne doivent plus obligatoirement être dans la même poule et se rencontrer lors du premier match. Cette règle avait été appliquée en 2009, 2010 et 2011, où deux équipes de Montpellier étaient présentes en division 6, ce qui n'avait pas empêché qu'elles se retrouvent en finale en 2009.
- Toutes catégories : 1. Le Bouscat Carbonnieux, 2. Paris Elysées-Denfert 1, 3. Rouen Corneille, 4. Annecy.
- Division 1 : 1. Fruges, 2. Villeneuve-le-Roi, 3. Montpellier Frérèche, 4. La Seyne-sur-Mer.
- Division 2 : 1. Strasbourg, 2. Bondoufle, 3. Nîmes Kaufmann, 4. Nantes 1, 5. Vourles Starking, 6. Le Bouscat Pétrus, 7. Audincourt, 8. Rouen Flaubert.
- Division 3 : 1. Nancy, 2. Vichy les Pastillés, 3. Angoulême Marguerites, 4. Landivisiau, 5. Paris Elysées-Denfert 1, 6. Nantes 2, 7. Marseille Joker, 8. Ronchin (forfait).
- Division 4 : 1. Pau Fine fleur, 2. Mainvilliers, 3. Reims, 4. Le Bouscat Cheval blanc, 5. L'Haÿ-les-Roses, 6. Le Havre, 7. Laon, 8. Vaires-sur-Marne.
- Division 5 : 1. Alès, 2. Vourles Cox, 3. Orléans la Source, 4. Metz, 5. La Chapelle-d'Armentières, 6. Bois-Colombes, 7. Gray, 8. Gougenheim.
- Division 6 : 1. Orléans Olivet, 2. Montbartier, 3. Blagnac, 4. Montpellier Classix, 5. Le Robert (Martinique), 6. Le Bouscat Haut-Brion, 7. Saint-Gatien-des-Bois, 8. Gonfreville.

Qualification (856 équipes, par centres régionaux, le 30 mars) : Division 2 (21 équipes, 1. Le Bouscat Carbonnieux, 2. Fruges, 3. Strasbourg), Division 3 (137 équipes), Division 4 (274 équipes), Division 5 (344 équipes), Division 6 (80 équipes).

### 2013 (Finale àSaint-Étienne, 8-9 juin)
La division 7 créée en 2011 est supprimée, ce qui a créé une polémique au sein de la fédération. Les indices de valeurs de plusieurs divisions sont modifiés en conséquence : division 4 (IV compris entre 26 et 35), division 5 (IV compris entre 16 et 25), division 6 (IV inférieur à 16).
- Toutes catégories : 1. Paris Elysées-Denfert, 2. Rouen, 3. Annecy, 4. Villeneuve-le-Roi.
- Division 1 : 1. Le Bouscat 1, 2. Ronchin 1, 3. Nantes 1, 4. Vourles.
- Division 2 : 1. Strasbourg, 2. La Seyne-sur-Mer, 3. Nîmes, 4. Marseille Phocéen, 5. Bondoufle 1, 6. Montpellier Frérèche, 7. Le Bouscat 2, 8. Mer Revaux.
- Division 3 : 1. Limoges L'Hermione, 2. Ronchin 2, 3. Montigny Corse, 4. Tournefeuille 1, 5. Nantes 3, 6. Illkirch 1, 7. Annecy 2, 8. Chaville Muguet.
- Division 4 : 1. Nice 1, 2. Orléans Saint-Jean, 3. Bondoufle 2, 4. Mainvilliers Colza, 5. Quimper Caline, 6. Saint-Avold, 7. Le Perreux, 8. Vannes.
- Division 5 : 1. Montpellier Scinques, 2. Villeneuve-le-Roi 2, 3. Octeville 1, 4. Colmar Espoir, 5. Amiens 1, 6. Mulhouse 2, 7. Neauphle-le-Château, 8. Draguignan Dragon.
- Division 6 : 1. Illkirch 5, 2. Saint-Étienne Bellevue, 3. Montauban 3, 4. Rivière-Salée (Martinique), 5. Octeville 3, 6. Saint-Germain 3, 7. Toulon Avenir, 8. Le Bouscat 5.

Qualification (815 équipes, par centres régionaux, le 24 mars) : Division 2 (16 équipes, 1. Rouen, 2. Marseille Phocéen, 3. Annecy), Division 3 (150 équipes), Division 4 (249 équipes), Division 5 (295 équipes), Division 6 (90 équipes).

### 2012 (Finale àVoujeaucourt, 2-3 juin)
L'IV de la division 7 devient < 13 et celui de la division 6 entre 13 et 19.
- Toutes catégories : 1. Le Bouscat Areux, 2. Paris Élysées Denfert Shiitaké, 3. Saint-Leu-la-Forêt, 4. Villeneuve-le-Roi
- Division 1 : 1. Rouen Corneille, 2. Roche-la-Molière Harpagon, 3. Annecy, 4. Montrouge
- Division 2 : 1. Strasbourg, 2. Montpellier Frérèche, 3. Le Bouscat Breux, 4. Audincourt, 5. Melun Saint-Exupéry, 6. Vourles Starking, 7. Dijon
- Division 3 : 1. Ronchin, 2. Nantes, 3. Paris Élysées Denfert Sukiyaki, 4. Nancy, 5. L'Haÿ-les-Roses des vents, 6. Élancourt Longtemps, 7. Bondoufle, 8. Saint-Jean-Pla-de-Corts
- Division 4 : 1. Vichy Les Pastillés, 2. Montigny Les Zigomars, 3. Illkirch 1, 4. Chamalières Pariou, 5. Besançon Victor Hugo, 6. Sénart Sen' Ardents, 7. Montreuil, 8. Béziers
- Division 5 : 1. Les Pennes-Mirabeau, 2. Sucy-en-Brie, 3. Illkirch 2, 4. Amiens, 5. Saint-Maur, 6. Le Havre, 7. Alès Peres Gagnez, 8. Saint-Gobain
- Division 6 : 1. Draguignan Dragon, 2. Octeville 2, 3. Montpellier Inconnus, 4. Mulhouse, 5. Carpentras Berlingots, 6. Saint-Dié-des-Vosges Apollo, 7. Chaponost, 8. Le Bouscat Preux
- Division 7 : 1. Montpellier Imagine 2. Angers Roi René 3. Lyon Croix-Rousse 4. Orléans Jargeau 5. Tarare Voilage 6. Vichy Les Coquines 7. Montigny Les Zinzins 8. Roquefort-des-Corbières

Qualification (848 équipes, par centres régionaux, le 25 mars) : Division 2 (16 équipes, 1. Rouen, 2. Villeneuve-le-Roi, 3. Paris Élysées-Denfert), Division 3 (143 équipes), Division 4 (147 équipes), Division 5 (265 équipes), Division 6 (224 équipes), Division 7 (53 équipes).

### 2011 (Finale àOrléans, 14-15 mai)
Introduction d'une septième division, à l'indice de valeur très bas (IV < 12), elle est de fait réservée à des équipes composées de joueurs de séries 6 et 7. La division 6 est dorénavant réservée aux équipes à l'IV entre 12 et 19, les autres divisions sont inchangées.
- Toutes catégories : 1. Le Bouscat, 2. Saint-Leu-la-Forêt, 3. Montrouge Symphonie, 4. Ronchin 1.
- Division 1 : 1. Rouen 1, 2. Paris Élysées-Denfert 1, 3. Villeneuve-le-Roi, 4. Bondoufle Dream Team.
- Division 2 : 1. Annecy 1, 2. Melun Frégate, 3. Marseille Phocéen, 4. Montpellier Fraîcheur, 5. Strasbourg, 6. Vourles Starking, 7. Nantes Clairon, 8. Nîmes Jean-Jaurès.
- Division 3 : 1. Chaville les Sphinx, 2. Tournefeuille Prof, 3. Montigny Diamant, 4. L'Haÿ-les-Roses des Vents, 5. Rouen Flaubert, 6. Annecy 2, 7. Ronchin 2, 8. Bondoufle Spécialistes.
- Division 4 : 1. Plessis Tron, 2. Fort-de-France NJK, 3. Nantes Papillon, 4. Ouistreham 2, 5. Théding Pourpre, 6. Audincourt Filature, 7. Théding Emeraude, 8. Mira-d'Or.
- Division 5 : 1. Paris Élysées-Denfert 4, 2. Limoges Galaxie, 3. Maisons-Alfort, 4. Comines, 5. Fruges Po Louche, 6. Crépy 3, 7. Le Havre Océane, 8. Nantes Tourbillon.
- Division 6 : 1. Amiens 1, 2. Montpellier Inconnus, 3. Montpellier Di Lunes, 4. Mainvilliers 4, 5. Gougenheim, 6. Colmar Peut-Être, 7. Montigny Emeraude, 8. Vourles Reinette.
- Division 7 : 1. Montpellier Nouzémon, 2. Orléans Saint-Denis, 3. Zée Club 2 (Saint-Pierre), 4. Limoges Voie Lactée, 5. Orléans Sémoy 2, 6. Vichy, 7. Grésivaudan SCGLT, 8. Montigny Saphir.

Qualification (869 équipes, par centres régionaux, le 27 mars) : Division 2 (24 équipes, 1. Paris Élysées Denfert, 2. Montrouge, 3. Bondoufle), Division 3 (149 équipes), Division 4 (176 équipes), Division 5 (300 équipes), Division 6 (190 équipes), Division 7 (30 équipes).

### 2010 (Finale àCarpentras, 12-13 juin)
Mêmes modalités qu'en 2008.
- Toutes catégories : 1. Saint-Leu-la-Forêt, 2. Le Bouscat, 3. Rouen Corneille, 4. Villeneuve-le-Roi.
- Division 1 : 1. Ronchin 1, 2. Montrouge, 3. Nîmes, 4. Vourles Starking.
- Division 2 : 1. Annecy 1, 2. Strasbourg, 3. Tournefeuille Simplet, 4. Nantes, 5. Phocéen Marseille, 6. Roche-la-Molière Tartuffe, 7. Dijon 1, 8. Vourles Canada.
- Division 3 : 1. Tournefeuille Prof, 2. Ronchin 2, 3. Montpellier Pacato, 4. Béziers, 5. Fort-de-France, 6. Montigny, 7. Annecy 2, 8. Sénart de la table.
- Division 4 : 1. Paris-Denfert, 2. Rouen, 3. Théding, 4. Saint-Avold 1, 5. Quimper, 6. Rennes, 7. Roquebrune-sur-Argens, 8. Ploudalmézeau.
- Division 5 : 1. Carpentras, 2. Limoges, 3. Besançon Rivotte, 4. Nantes, 5. Toulon, 6. Le Havre, 7. Comines, 8. Troyes.
- Division 6 : 1. Tournefeuille Joyeux, 2. Saint-Avold 2, 3. Montpellier Di Lunes, 4. Gisors, 5. Liévin, 6. Angers, 7. Montpellier les M, 8. Gougenheim.

Qualification (836 équipes, par centres régionaux, le 28 mars) : Division 2 (21 équipes, 1. Villeneuve-le-Roi, 2. Montrouge, 3. Vourles), Division 3 (154 équipes), Division 4 (168 équipes), Division 5 (289 équipes), Division 6 (204 équipes).

### 2009 (Finale àBron, 6-7 juin)
Mêmes modalités qu'en 2008.
- Toutes catégories : 1. Saint-Leu-la-Forêt, 2. Rouen Corneille, 3. Le Bouscat Petrus, 4. Strasbourg.
- Division 1 : 1. Nancy, 2. Montrouge Bigarré, 3. Ronchin, 4. Ayrton Sénart.
- Division 2 : 1. Vourles Starking, 2. Annecy, 3. Nîmes Parnasse, 4. Paris-Élysées, 5. Paris-Denfert une Montagne, 6. Montpellier, 7. Tournefeuille Simplet, 8. Élancourt 1.
- Division 3 : 1. Chamalières Pariou, 2. Élancourt 2, 3. Bondoufle les Experts, 4. Chaville Minou, 5. Orléans Vennecy, 6. Théding, 7. Monflanquin, 8. Montigny Moderato.
- Division 4 : 1. Saint-Raphaël, 2. Landivisiau, 3. Dieppe, 4. Le Bouscat Giscours, 5. Saint-Avold, 6. Saint-Maur, 7. Sucy-en-Brie, 8. Montpellier 2.
- Division 5 : 1. Lyon Hexa-Gones, 2. Rouen Monod, 3. Paris-Denfert Plaisir, 4. Tournefeuille Prof, 5. Toulon Form, 6. Le Havre Océane, 7. Ploudalmézeau Ponant Unan, 8. Niort Angélique.
- Division 6 : 1. Montpellier 7, 2. Montpellier 4, 3. Erikort Sénart, 4. Nice Côte d’Azur, 5. Schœlcher Madin, 6. Nantes Gesvrine, 7. Saint-Pierre-lès-Elbeuf, 8. Montigny Modérato.

Qualification (843 équipes, par centres régionaux, le 29 mars) : Division 2 (24 équipes, 1. Le Bouscat, 2. Montrouge, 3. Ronchin), Division 3 (153 équipes), Division 4 (169 équipes), Division 5 (300 équipes), Division 6 (197 équipes).

### 2008 (Finale àSavigny-le-Temple, 31 mai -1erjuin)
À la suite de l'introduction de subdivisions A et B des séries 1 à 3, certains IV des joueurs sont modifiés (1A: 13, 1B: 12, 2A: 11, 2B: 10, 3A: 9, 3B: 8). Les divisions sont remodelées : Division 6 (IV < 20), Division 5 (IV entre 20 et 27), Division 4 (IV entre 28 et 35), Division 3 (IV ≤ 55), Division 2 (IV > 55). Les 8 premières équipes des divisions 3 à 6 et les 12 premières équipes de division 2 sont qualifiées pour la finale. Les 4 premiers de la finale précédente sont qualifiés d'office et sont rejoints par les équipes qualifiées en division 2 pour former 4 poules de 4 : à l'issue des 3 matches de poule, les premiers forment la division Toutes catégories (4 équipes), les deuxièmes forment la Division 1 (4 équipes) et les troisièmes et quatrièmes forment la nouvelle Division 2.
- Toutes catégories : 1. Saint-Leu-la-Forêt, 2. Rouen, 3. Villeneuve-le-Roi, 4. Paris-Élysées.
- Division 1 : 1. Nancy, 2. Le Bouscat, 3. Montrouge Zéphyr, 4. Montpellier Corum.
- Division 2 : 1. Vourles Starking, 2. Strasbourg, 3. Annecy, 4. Marseille Phocéen 1, 5. Tournefeuille Simplet, 6. Nîmes Nemausus, 7. Sénart'istes.
- Division 3 : 1. Bondoufle, 2. L'Haÿ-les-Roses des Vents, 3. Montigny Malabar, 4. Paris Nous Nous Denfert, 5. Orléans Olivet, 6. Vaires-sur-Marne, 7. Perpignan, 8. Toulon Crindegun.
- Division 4 : 1. Lyon les Artignoles, 2. Landivisiau Arvor, 3. Dieppe Plage, 4. Crespin, 5. Saint-Maur Rimini, 6. Dijon Kir, 7. Paris Paradis Denfert, 8. Saint-Germain-en-Laye.
- Division 5 : 1. Saint-Avold, 2. Sénart'illeurs, 3. Niort Angélique, 4. Haguenau, 5. Saint-Nazaire Queen Mary, 6. Tournefeuille Blanche-Neige, 7. Pau Apaucalypse, 8. Faulquemont.
- Division 6 : 1. Bihorel, 2. Dijon Pain d'Epices, 3. Tournefeuille Atchoum, 4. Lyon Les Pillandrins, 5. Tournefeuille Timide, 6. Montpellier Di Lunes, 7. Sénart'ifices, 8. Marseille Phocéen 2.

Qualification (813 équipes, par centres régionaux, le 30 mars) : Division 2 (22 équipes, 1.  Le Bouscat, 2. Montrouge, 3. Montpellier), Division 3 (170 équipes), Division 4 (157 équipes), Division 5 (264 équipes), Division 6 (200 équipes).

### 2007 (Finale àCarpentras, 2-3 juin)
À la suite de l'introduction des subdivisions C et D dans les séries 4 à 6, certains indices de valeurs sont modifiés (4A-4B: 7, 4C-4D: 6, 5A-5B: 5, 5C-5D: 4, 6A-6B: 3, 6C-6D: 2). Les modalités sont par ailleurs les mêmes qu'en 2006.
- Division 1 : 1. Rouen Corneille, 2. Nancy, 3. Paris-Élysées Electre, 4. Saint-Leu-la-Forêt, 5. Montrouge, 6. Nîmes.
- Division 2 : 1. Bondoufle 1, 2. Montigny d'Artagnan, 3. Montpellier Corum, 4. Annecy, 5. Sénart'istes, 6. Dijon Moutarde, 7. Saint-Maur, 8. Ronchin.
- Division 3 : 1. Paris-Denfert à Cheval, 2. Tournefeuille Atchoum, 3. Perpignan, 4. Dieppe Marée Haute, 5. Monpoissonrouge, 6. Aix Agonal, 7. Nantes Erdre, 8. Crespin.
- Division 4 : 1. Théding, 2. Maisons-Alfort, 3. Rennes, 4. Gardanne Tonton, 5. Saint-Jean-Pla-de-Corts, 6. Crozon, 7. Flins Moissonneurs, 8. Le Tampon (Réunion).
- Division 5 : 1. Avon, 2. Paris-Élysées Polaris, 3. Dijon Pain d'Epices, 4. Bondoufle, 5. Orléans Saint-Jean, 6. Saint-Avold, 7. Haguenau, 8. Briey.
- Division 6 : 1. Montigny Athos, 2. Rouen Monod, 3. Saint-Paul (Réunion), 4. Montpellier Di Lunes, 5. Aurillac Primevères, 6. La Gacilly, 7. Montigny Porthos, 8. Uffholtz.

Qualification (818 équipes, par centres régionaux, le 25 mars) : Division 1 (16 équipes), Division 2 (40 équipes), Division 3 (174 équipes), Division 4 (264 équipes), Division 5 (259 équipes), Division 6 (75 équipes).

### 2006 (Finale àBron, 10-11 juin)
Introduction d'une sixième division. Les divisions sont renommées Division 1 à Division 6. Les divisions 1 à 3 sont composées d'équipes de 7 joueurs et les divisions 4 à 6 sont composées d'équipes de 5 joueurs. Les IV des divisions sont dorénavant : Division 6 (IV ≤ 14), Division 5 (IV entre 15 et 22), Division 4 (IV entre 23 et 30), Division 3 (IV entre 41 et 50), Division 2 (IV entre 51 et 65), Division 1 (IV > 65).
- Division 1 : 1. Rouen Corneille, 2. Saint-Leu-la-Forêt, 3. Nancy 1, 4. Paris-Élysées, 5. Le Bouscat Kiévien, 6. Montrouge Phare, 7. Nîmes Nemausus.
- Division 2 : 1. Montpellier Corum, 2. Élancourt Pouce, 3. Bondoufle 1, 4. Nancy 2, 5. Annecy, 6. Ronchin, 7. Vourles Tatin, 8. Strasbourg.
- Division 3 : 1. Saint-Étienne, 2. Poitiers, 3. Audincourt 1, 4. Crespin, 5. Roche-la-Molière Dom Juan, 6. Orléans Saint-Hilaire, 7. Grenoble Bellegarde, 8. Aumetz.
- Division 4 : 1. Liévin Tataouine, 2. Saint-Avold 1, 3. Maisons-Alfort, 4. Saint-Raphaël, 5. Rumilly, 6. Colmar, 7. Dominicain (Réunion), 8. Audincourt 2.
- Division 5 : 1. Perpignan Pégase, 2. La Baule Banzaï, 3. Vergèze Rumbet, 4. Montrouge Loupiote, 5. Orléans Donnery, 6. Sucy-en-Brie, 7. Pluguffan, 8. Quimper Glas.
- Division 6 : 1. Montigny Tout Beau, 2. Bondoufle 6, 3. Tournefeuille Lawsonia, 4. Haguenau, 5. Saint-Avold 2, 6. Le Bouscat Rême, 7. Dijon Pain d'Epices, 8. La Roche-sur-Yon.

Qualification (797 équipes, par centres régionaux, le 26 mars) : Division 1 (8 équipes), Division 2 (34 équipes), Division 3 (160 équipes), Division 4 (212 équipes), Division 5 (253 équipes), Division 6 (130 équipes).

### 2005 (Finale àLille, 11-12 juin)
Mêmes modalités qu'en 2000.
- Division Elite : 1. Saint-Leu-la-Forêt, 2. Nancy 1, 3. Paris-Élysées, 4. Le Bouscat, 5. Rouen, 6. Maisons-Alfort, 7. Strasbourg, 8. Ronchin.
- Division Nationale : 1. Savigny-le-Temple, 2. Montrouge, 3. Montpellier, 4. Élancourt, 5. Bondoufle, 6. Nantes Erdre, 7. Toulon, 8. Saint-Maur.
- Division Excellence : 1. Valenton, 2. Crépy-en-Valois, 3. Vourles, 4. Crespin, 5. Blois, 6. Ronchin 2, 7. Orléans, 8. Nantes Sèvre.
- Division Honneur : 1. Nancy 2, 2. Dieppe, 3. Pau, 4. Le Havre, 5. Bourges Bituriges, 6. Pierrelatte, 7. Audincourt, 8. L'Haÿ-les-Roses.
- Division Promotion : 1. Toulouse, 2. Troyes, 3. Tournefeuille, 4. Vidauban, 5. Liévin, 6. Istres, 7. Plouharnel, 8. Bourges Berruyers.

Qualification (621 équipes, par centres régionaux, le 10 avril) : Elite (8 équipes), Nationale (35 équipes), Excellence (108 équipes), Honneur (193 équipes), Promotion (277 équipes).

### 2004 (Finale àBron, 12-13 juin)
Mêmes modalités qu'en 2000.
- Division Elite : 1. Saint-Leu-la-Forêt, 2. Paris-Élysées, 3. Rouen, 4. Le Bouscat Averix, 5. Strasbourg, 6. Nancy 1, 7. Ronchin 1, 8. Maisons-Alfort.
- Division Nationale : 1. Bondoufle, 2. Vourles, 3. Montrouge, 4. Bondoufle, 5. Toulouse, 6. Montpellier, 7. Poitiers, 8. Saint-Maur.
- Division Excellence : 1. Ronchin, 2. Paris-Élysées, 3. L'Haÿ-les-Roses, 4. Grenoble, 5. Crespin, 6. Nancy 2, 7. Cormontreuil, 8. Marcq-en-Barœul.
- Division Honneur : 1. Tournefeuille, 2. Forbach, 3. Cambrai, 4. Le Bouscat Verixa, 5. Gardanne, 6. Lyon, 7. Chartres, 8. Orléans.
- Division Promotion : 1. Nantes, 2. Le Perreux, 3. Pluguffan, 4. Flins, 5. Verdun, 6. Audincourt, 7. Bihorel, 8. Argelès-sur-Mer.

Qualification (601 équipes, par centres régionaux, le 28 mars) : Elite (10 équipes), Nationale (44 équipes), Excellence (87 équipes), Honneur (196 équipes), Promotion (264 équipes).

### 2003 (Finale àTours, 14-15 juin)
Mêmes modalités qu'en 2000.
- Division Elite (5 équipes) : 1. Paris Élysées, 2. Nancy, 3. Rouen, 4. Strasbourg Riesling, 5. Montpellier.
- Division Nationale (42 équipes) : 1. Villeneuve-le-Roi, 2. Bondoufle, 3. Toulouse, 4. Toulon, 5. Montrouge, 6. Béziers, 7. Savigny-le-Temple, 8. Élancourt.
- Division Excellence (87 équipes) : 1. Perpignan, 2. Reims, 3. Valenton, 4. Angoulême, 5. Aumetz, 6. Colmar, 7. Orléans, 8. Belfort.
- Division Honneur (199 équipes) : 1. Le Bouscat, 2. Strasbourg Sylvaner, 3. Cambrai, 4. Puget-sur-Argens / La Garde-Freinet, 5. Bourges, 6. Laxou, 7. Grenoble, 8. L'Haÿ-les-Roses.
- Division Promotion (309 équipes) : 1. Ploudalmézeau, 2. Rumilly, 3. Bastia, 4. Audincourt, 5. Pluguffan, 6. Nantes, 7. Vourles, 8. Miramas.

Qualification (642 équipes, par centres régionaux, le 30 mars) : Elite (5 équipes), Nationale (42 équipes), Excellence (87 équipes), Honneur (199 équipes), Promotion (309 équipes).

### 2002 (Finale àBron,1er-2 juin)
Mêmes modalités qu'en 2000.
- Division Elite : 1. Paris Élysées Interview, 2. Nancy, 3. Montpellier, 4. Rouen Corneille, 5. Maisons-Alfort 1, 6. Annecy Zinzolin, 7. Strasbourg Hansel, 8. Bondoufle.
- Division Nationale : 1. Saint-Leu-la-Forêt, 2. Achicourt, 3. Toulouse, 4. Marseille Phocéen, 5. Montrouge, 6. Élancourt, 7. Vaires-sur-Marne, 8. Savigny-le-Temple.
- Division Excellence : 1. Rouen Flaubert, 2. Toulon, 3. Paris Élysées Internet, 4. Crespin, 5. Gap, 6. Orléans, 7. Saint-Maur, 8. Aumetz.
- Division Honneur : 1. Strasbourg Gretel, 2. Rouen Géricault, 3. Forbach, 4. Maisons-Alfort 2, 5. Lyon, 6. Aulnay-sous-Bois, 7. Saint-Avold, 8. Blois.
- Division Promotion : 1. Cambrai, 2. Colmar, 3. Grenoble, 4. Nîmes, 5. Audincourt, 6. Nantes, 7. Laon, 8. Annecy Pourprin.

Qualification (613 équipes, par centres régionaux, le 24 mars) : Elite (11 équipes), Nationale (29 équipes), Excellence (88 équipes), Honneur (202 équipes), Promotion (283 équipes).

### 2001 (Finale àCormontreuil, 16-17 juin)
Mêmes modalités qu'en 2000.
- Division Elite : 1. Paris Élysées Uno, 2. Rouen Corneille, 3. Le Bouscat, 4. Montpellier, 5. Strasbourg, 6. Bondoufle 1 , 7. Saint-Leu-la-Forêt, 8. Annecy.
- Division Nationale : 1. Saint-Maur, 2. Villeneuve-le-Roi, 3. Savigny-le-Temple, 4. Tours 5. Poitiers, 6. Limoges, 7. Rouen Flaubert, 8. Paris Élysées Dino.
- Division Excellence : 1. Reims, 2. Valenton, 3. Nice Côte d’Azur, 4. Brest Océan, 5. Dieppe, 6. Fort-de-France, 7. Aix-en-Provence, 8. Gap.
- Division Honneur : 1. Vourles, 2. Montpellier Comédie, 3. Bondoufle 2, 4. Quimper, 5. Marcq-en-Barœul, 6. Montaudran, 7. Lyon, 8. Saint-Germain-en-Laye.
- Division Promotion : 1. Paris Élysées Jeunots, 2. Ronchin, 3. Abbeville, 4. Laon, 5. Besançon, 6. Saint-Seurin-sur-l'Isle, 7. Beaumont-sur-Oise / Valmondois, 8. Ploudalmézeau.

Qualification (556 équipes, par centres régionaux, le 1er avril) : Elite (11 équipes), Nationale (35 équipes), Excellence (69 équipes), Honneur (174 équipes), Promotion (267 équipes).

### 2000 (Finale àBron, 17-18 juin)
Modification des IV des joueurs en fonction de leur série (Super-série: 14, 1: 13, 2: 10, 3: 8, 4A: 7, 4B: 6, 5A: 5, 5B: 4, 6A: 3, 6B: 2, non classé : 1) et des divisions : Promotion (IV >= 30), Honneur (IV entre 31 et 40), Excellence (IV entre 41 et 50), Nationale (IV entre 51 et 65) et introduction de la division Elite (IV > 65). Les 8 premières équipes de chaque division sont qualifiées pour la finale.
- Division Elite : 1. Paris Élysées Apollo, 2. Rouen Corneille, 3. Saint-Leu-la-Forêt, 4. Toulouse, 5. Nancy.
- Division Nationale : 1. Annecy, 2. Strasbourg, 3. Montpellier Comédie, 4. Élancourt, 5. Paris Élysées Spoutnik, 6. Maisons-Alfort, 7. Dijon et Tours.
- Division Excellence : 1. Villeneuve-le-Roi, 2. Achicourt, 3. Nantes, 4. Crespin, 5. Tournefeuille 1 et Bondoufle, 7. Montpellier Antigone et Le Bouscat.
- Division Honneur : 1. Gardanne, 2. Rennes, 3. Saint-Germain-en-Laye, 4. Cormontreuil, 5. Schiltigheim et Chamalières, 7. Dax et Orléans.
- Division Promotion : 1. Aumetz, 2. Huningue, 3. Miramas, 4. Montaudran, 5. Dieppe et Sucy-en-Brie, 7. Vourles et Tournefeuille 2.

Qualification (518 équipes, par centres régionaux, le 28 mars) : Elite (5 équipes), Nationale (31 équipes), Excellence (71 équipes), Honneur (177 équipes), Promotion (234 équipes).

### 1999 (Finale auMans, 19-20 juin)
Mêmes modalités qu'en 1995. Un titre scolaire est créé (équipes régionales), qui ne sera pas reconduit, faute de participants.
- Division Nationale : 1. Villeneuve-le-Roi, 2. Annecy, 3. Saint-Maur, 4 Toulouse, 5. Montrouge et Tours, 7. Maisons-Alfort et Toulon.
- Division Excellence : 1. Béziers, 2. Saint-Étienne, 3. Orléans, 4. Colmar, 5. Le Bouscat et Poitiers, 7. Monflanquin et Strasbourg.
- Division Honneur : 1. Angers, 2. Pau, 3. Compiègne, 4. Saint-Avold, 5. Perpignan et Nantes Sèvre, 7. Saint-Malo et Auch.
- Division Promotion : 1. Aumetz, 2. Bihorel, 3. Saint-Germain-en-Laye, 4. Nantes Cens, 5. Istres et Sucy-en-Brie, 7. Quimper et Cavaillon.
- Scolaires (4 équipes) : 1. Auvergne, 2. Lorraine, 3. Lyonnais, 4. Provence.

Qualification (460 équipes, par centres régionaux, le 28 mars) : Nationale (40 équipes), Excellence (75 équipes), Honneur (165 équipes), Promotion (180 équipes).

### 1998 (Finale àSaint-Ouen, 13-14 juin)
Mêmes modalités qu'en 1995. Distinction d'IV entre les joueurs de série 4A (5) et 4B (4).
- Division Nationale : 1. Rouen, 2. Villeneuve-le-Roi, 3. Paris Élysées, 4. Toulouse, 5. Saint-Leu-la-Forêt et Nancy, 7. Cesson et Le Bouscat.
- Division Excellence : 1. Orléans, 2. La Rochelle, 3. Saint-Étienne, 4. Crespin, 5. Maisons-Alfort et Reims, 7. Gap et Saint-Dié-des-Vosges.
- Division Honneur : 1. Chalon-sur-Saône, 2. Compiègne, 3. Golbey, 4. Avignon, 5. Dole et Angoulême, 7. Pau et Verdun.
- Division Promotion : 1. Saint-Auban, 2. Nantes, 3. Quimper, 4. Bihorel, 5. Perpignan et Orléans, 7. Pantin et Douarnenez.

Qualification (413 équipes, par centres régionaux, le 29 mars) : Nationale (33 équipes), Excellence (77 équipes), Honneur (144 équipes), Promotion (169 équipes).

### 1997  (Finale àBron, 14-15 juin)
Mêmes modalités qu'en 1995.
- Division Nationale : 1. Rouen, 2. Montrouge, 3. Paris Élysées Violette, 4. Annecy 1, 5. Nancy 1 et Saint-Maur, 7. Paris Élysées Primevère et Élancourt.
- Division Excellence : 1. Le Bouscat, 2. Toulouse, 3. Courbevoie, 4. Saint-Étienne, 5. Béziers et Bron, 7. Quimper et Nancy 2.
- Division Honneur : 1. Crespin, 2. Orléans, 3. Landivisiau, 4. Cambrai, 5. Ferrières-en-Bray et Valenton, 7. Annecy 2 et Bihorel.
- Division Promotion : 1. Saint-Malo, 2. Saint-Michel-sur-Orge, 3. Nantes, 4. Monflanquin, 5. Compiègne et Beautor / Ham, 7. Montpellier et Schiltigheim.

Qualification (351 équipes, par centres régionaux, le 6 avril) : Nationale (27 équipes), Excellence (72 équipes), Honneur (126 équipes), Promotion (126 équipes).

### 1996  (Finale àParis, 15-16 juin)
Mêmes modalités qu'en 1995.
- Division Nationale : 1. Nancy, 2. Paris Élysées Scapin, 3. Saint-Maur, 4. Villeneuve-le-Roi, 5. Rouen et Saint-Leu-la-Forêt, 7. Annecy et Paris Élysées Sganarelle.
- Division Excellence : 1. Strasbourg Meinau, 2. Reims, 3. Quimper, 4. Aix-en-Provence, 5. Belfort et Toulouse 1, 7. La Rochelle et Saint-Étienne.
- Division Honneur : 1. Maisons-Alfort, 2. Montpellier Cévennes, 3. Perpignan, 4. Landivisiau, 5. Paris Élysées Mascarille et Crespin, 7. Bron et Toulon.
- Division Promotion : 1. Saint-Dié, 2. Niort, 3. Tournefeuille, 4. Montpellier Plages, 5. Chalon-sur-Saône et Toulouse 2, 7. Grenoble et Villepreux / Beynes.

Qualification (309 équipes, par centres régionaux, le 31 mars) : Nationale (31 équipes), Excellence (62 équipes), Honneur (100 équipes), Promotion (116 équipes).

### 1995  (Finale àVichy, 17-18 juin)
Les 8 premières équipes de chaque division à l'issue de la qualification sont dorénavant qualifiées pour la finale.
- Division Nationale : 1. Paris Élysées Sauternes, 2. Paris Élysées Pomerol, 3. Annecy, 4. Rouen 1, 5. Nancy et Saint-Maur, 7. Strasbourg Maison des Étudiants et Rouen Dragons.
- Division Excellence : 1. Strasbourg Meinau, 2. Reims Saint-Exupéry, 3. Nantes, 4. Bonson, 5. Rouen 3 et Gap, 7. Monflanquin et Bron.
- Division Honneur : 1. Montrouge, 2. Crespin, 3. Cormontreuil, 4. Mulhouse, 5. Nice Côte d’Azur et Audincourt, 6. Dieppe et Ferrières-en-Bray / Yvetot.
- Division Promotion : 1. Montpellier, 2. Pau, 3. Nantes, 4. Roanne, 5. Ambérieu-en-Bugey / Beynost et Vesoul, 7. Nice Etoile et Avignon.

Qualification (276 équipes, par centres régionaux, le 26 mars) : Nationale (20 équipes), Excellence (63 équipes), Honneur (84 équipes), Promotion (109 équipes).

### 1994 (Finale àBron, 4-5 juin)
Mêmes modalités qu'en 1993.
- Division Nationale : 1. Paris Élysées Caramel, 2. Rouen 1, 3. Saint-Leu-la-Forêt Leu, 4. Saint-Maur, 5. Saint-Leu-la-Forêt et Strasbourg, 7. Paris Élysées Noisette et Nancy, 9. Annecy et Rouen 2, 11. Lunel et Metz.
- Division Excellence : 1. Semoy, 2. Reims Saint-Exupéry, 3. Chilly-Mazarin, 4. Villeneuve-le-Roi, 5. Orléans, 6. Nevers.
- Division Honneur : 1. Montaudran, 2. Rouen, 3. Audincourt, 4. Monflanquin, 5. Bihorel, 6. Vesoul.
- Division Promotion : 1. Crespin / Cambrai, 2. Cesson, 3. Nancy, 4. Gagny / Sevran, 5. Orléans, 6. Valenton.

Qualification (225 équipes, par centres régionaux, le 27 mars) : Nationale (25 équipes), Excellence (40 équipes), Honneur (47 équipes), Promotion (113 équipes).

### 1993 (Finale àRouen, 8-9 mai)
La qualification se fait dorénavant à partir du classement par divisions de la phase qualificative. Les 12 premières équipes de division Nationale et les 6 premières des autres divisions sont qualifiées pour la finale. Les équipes de division Nationale se rencontrent au sein de deux poules de 6, suivies de matches de classement. Les titres par division sont dorénavant attribués à l'issue de la finale. Les IV sont modifiés : Promotion (IV ≤ 20), Honneur (IV entre 21 et 30), Excellence (IV entre 31 et 45) et une division Nationale (IV entre 46 et 60) dorénavant plafonnée.
- Division Nationale : 1. Saint-Leu-la-Forêt, 2. Strasbourg, 3. Paris Élysées Reine-Claude, 4. Saint-Jean Rouen 1, 5. Saint-Maur, 6. Paris Élysées Mirabelle, 7. Nice Étoile, 8. Metz, 9. Villeneuve-le-Roi 1, 10. La Loupe, 11. Saint-Jean Rouen 2, 12. Lunel.
- Division Excellence : 1. Villeneuve-le-Roi 2, 2. Chamalières, 3. Montpellier, 4. Bayonne, 5. Quimper, 6. Ronchin.
- Division Honneur : 1. Reims Saint-Exupéry, 2. Crespin / Cambrai, 3. Chilly-Mazarin, 4. Annemasse, 5. Perros-Guirec, 6. Saint-Leu-la-Forêt 2.
- Division Promotion : 1. Marseille Joker / Gardanne, 2. Saint-Germain-en-Laye, 3. Rodez, 4. Nice Côte d’Azur, 5. Sartrouville / Cergy, 6. Laval.

Qualification (201 équipes, par centres régionaux, le 28 février) : Nationale (25 équipes), Excellence (43 équipes), Honneur (38 équipes), Promotion (95 équipes).

### 1992 (Finale àBron, 20-21 juin)
Les équipes repassent de 5 à 7 joueurs. La phase régionale est supprimée et la qualification (deuxième division) devient open. On distingue 4 catégories selon la somme des indices de valeur (IV) attribués à chaque joueur selon sa série (SN1: 15, SN2: 10, SN3: 7, SN4: 5, SN5: 3, SN6: 2, non classé : 1) : Promotion (IV inférieur ou égal à 20), Honneur (IV entre 21 et 30), Excellence (IV entre 31 et 40) et Nationale (IV supérieur à 40) qui attribuent des titres de champion de France, à partir du classement de la deuxième division. Les 3 premières équipes de chacune de 6 zones géographiques sont qualifiées pour la finale (première division) ainsi que les 5 premiers du classement non déjà sélectionnés et le champion Interclubs en titre.
- Première Division (24 équipes) : 1. Paris Élysées Mirabelle, 2. Saint-Maur, 3. Saint-Jean Rouen, 4. Montpellier, 5. Strasbourg, 6. Nancy, 7. Phocéen Marseille et Lunel, 9. Villeneuve-le-Roi, 10. Toulouse Concorde, 11. Perpignan, 12. Paris Élysées Mandarine, 13. Metz, 14. Lyon, 15. Grenoble, 16. Béziers, 17. Saint-Leu-la-Forêt, 18. Ronchin, 19. Nice, 20. Gien, 21. Paris Élysées Myrtille, 22. Poitiers, 23. Annecy, 24. Monflanquin.
- Deuxième division (200 équipes, par centres régionaux, le 17 mai) :
  - Division Nationale : 1. Paris-Élysées Mirabelle, 2. Saint-Jean / Rouen, 3. Nancy 1
  - Division Excellence : 1. Montpellier (11e), 2. Poitiers (16e), 3. Monflanquin (23e).
  - Division Honneur : 1. Dieppe (38e), 2. Reims (43e), 3. Nouméa (48e).
  - Division Promotion : 1. Chambéry / Aix-les-Bains (63e), 2. Le Perreux (64e), 3. Ferrières-en-Bray / Yvetot (88e).

### 1991 (Finale àMontgeron, 22-23 juin)
Mêmes modalités qu'en 1989.
- Première Division (24 équipes) : 1. Strasbourg, 2. Villeneuve-le-Roi, 3. Paris PLM, 4. Belfort, 5. Rouen Saint-Jean, 6. Élancourt, 7. Nancy, 8. Joinville, 9. Paris Élysées, 10. Annemasse, 11. Béziers, 12. Villeneuve-le-Roi 2, 13. Bayonne, 14. Laon, 15. Maisons-Alfort, 16. Tournefeuille, 17. Montpellier, 18. Montrouge, 19. Lille, 20. Lunel, 21. Phocéen Marseille, 22. Saint-Leu-la-Forêt 1, 23. Caen, 24. Saint-Leu-la-Forêt 2.
- Deuxième division (150 équipes, par centres régionaux, le 14 avril) : 1. Élancourt, 2. Saint-Leu-la-Forêt 1, 3. Saint-Jean / Rouen 2.

### 1990 (Finale àLyon, 16-17 juin)
Mêmes modalités qu'en 1989.
- Première Division (24 équipes) : 1. Paris Élysées Fraise, 2. Béziers, 3. Montpellier, 4. Nancy, 5. Paris Étoile, Paris PLM et Lyon, 8. Villeneuve-le-Roi, 9. Orléans, Rouen Saint-Jean et Paris Élysées Chocolat, 12. Paris Élysées Noisette, 13. Nice Etoile et Metz, 15. Besançon et Villeneuve-le-Roi 2, 17. Lunel et Saint-Leu-la-Forêt, 19. Marseille Phocéen, Montrouge et Toulon, 22. Dieppe, 23. Lille, 24. Toulouse.
- Deuxième division (103 équipes, par centres, le 13 mai) : 1. Paris-Élysées, 2. Lille, 3. Cenon.

### 1989 (Finale àLa Rochette, 17-18 juin)
La finale  regroupe dorénavant les 8 premières équipes de l'édition précédente et 16 équipes issues de la qualification (les deux premières équipes de chacune de 6 zones géographiques sont qualifiées, complétées par 4 autres équipes selon le classement national). 
- Première Division (24 équipes) : 1. Toulouse, 2. Paris Etoile 2, 3. Nancy, 4. Marseille Phocéen Bleu, 5. Villeneuve-le-Roi, 6. Paris Amandiers 1, 7. Montpellier, 8. Montrouge, 9. Paris Etoile 3, 10. Luxeuil-les-Bains, 11. Perpignan, 12. Lyon et Orléans, 14. Metz et Toulon, 16. Nice Amitié, 17. Bayonne, 18. Lille et Lunel, 20. Monflanquin et Paris Etoile 1, 22. Rouen et Marseille Has-been, 24. Joinville.
- Deuxième division (108 équipes, par centres, le 21 mai) : 1. Tours, 2. Paris Amandiers 1, 3. Paris Etoile 2.

### 1988 (Finale àOrléans, 4-5 juin)
La finale (première division) regroupe 24 équipes : les 6 premières équipes de l'édition précédente et 18 équipes issues de la qualification (deuxième division). Leur classement se fait par addition des places des joueurs de chaque équipe lors de 3 parties duplicate (les deux premières équipes de chacune de 6 zones géographiques sont qualifiées, complétées par 4 autres équipes selon le classement national). La deuxième division comprend les équipes classées de 9 à 16 de la finale précédente rejointes pas les équipes qualifiées par une phase régionale.
- Première Division (24 équipes) : 1. Toulouse 2, 2. Villeneuve-le-Roi 1, 3. Marseille Phocéen Bleu, 4. Lille, 5. Paris Etoile 2, 6. Joinville, 7. Lunel, 8. Toulouse 1, 9. Bayonne, 10. Marseille Phocéen Blanc, 11. Lyon, 12. Ronchin, 13. Metz et Paris Amandiers, 15. Nancy, 16. Villeneuve-le-Roi 2, 17. Toulon, 18. Béziers, 19. Caen, 20. Perpignan, 21. Saint-Leu-la-Forêt, 22. Dieppe, 23. Annemasse, 24. Paris Etoile 3.
- Deuxième division (117 équipes, par centres, le 17 avril) : 1. Toulouse 2, 2. Lyon 1, 3. Toulouse 1.

### 1987 (Finale àL'Isle-d'Abeau, 3-4 octobre)
Les équipes sont maintenant composées de 5 joueurs. La finale (première division) regroupe normalement 24 équipes : les 6 premières équipes de l'édition précédente et 18 équipes issues de la qualification (deuxième division). Leur classement se fait par addition des places des joueurs de chaque équipe lors de 3 parties duplicate (les deux premières équipes de chacune de 6 zones géographiques sont qualifiées, complétées par 4 autres équipes selon le classement national). La deuxième division comprend les équipes classées de 7 à 24 de la finale précédente rejointes pas les équipes qualifiées par une phase régionale.
- Première Division (23 équipes) : 1. Paris Etoile 1, 2. Paris Etoile 3, 3. Paris Etoile 2, 4. Toulon, 5. Nancy, 6. Marseille Phocéen, 7. Saint-Avold, Grenoble, Bayonne, Metz, Paris PLM et Lille, 13. Rouen, Marseille Phocéen Bleu, Annecy, Villeneuve-le-Roi 2, Marseille Nostra et Toulouse, 19. Paris Amandiers, Orléans, Villeneuve-le-Roi 1, Lyon, Nice Amitié
- Deuxième division (121 équipes, par centres, le 13 septembre) : 1. Toulon, 2. Paris Etoile 2, 3. Bayonne.

### 1986 (Finale àParis, 4-5 octobre)
La finale (première division) regroupe toujours 16 équipes, mais ce sont dorénavant les 10 premières équipes de l'édition précédente et les 6 premières issues de la qualification (deuxième division).
- Première Division (16 équipes) : 1. Toulouse, 2. Paris Amandiers, 3. Paris PLM 1, 4. Metz, 5. Villeneuve-le-Roi, 6. Grenoble, 7. Paris Etoile 1, 8. Paris Etoile 2, 9. Marseille Phocéen 1, 10. Bayonne, 11. Toulouse 2, 12. Maisons-Alfort, 13. Lyon, 14. Nice Amitié, 15. Paris PLM 2, 16. Reims.
- Deuxième division (83 équipes, par centres, le 14 septembre) : 1. Marseille Phocéen 1, 2. Bayonne, 3. Paris Amandiers.

### 1985 (Finale àCourbevoie, 22-23 juin)
La finale (première division) regroupe dorénavant 16 équipes : les 8 premières équipes de l'édition précédente et 8 équipes issues de la qualification (deuxième division). La deuxième division comprend les équipes classées de 11 à 16 de la finale précédente, les équipes classée 9 à 14 de la deuxième division précédente, rejointes pas les équipes qualifiées par une phase régionale.
- Première Division (16 équipes) : 1. Paris Etoile 1, 2. Paris PLM 1, 3. Villeneuve-le-Roi, 4. Reims, 5. Toulouse, 6. Metz, 7. Paris PLM 3, 8. Paris Etoile 2, 9. Paris PLM 2, 10. Grenoble, 11. Lyon, 12. Paris Etoile 3, 13. Bayonne, 14. Mulhouse, 15. Marseille Phocéen, 16. Perpignan.
- Deuxième division (83 équipes, par centres, le 14 septembre) : 1. Reims, 2. Paris PLM 3, 3. Grenoble 1.

### 1984 (Finale àRungis, 20-21 octobre)
Mêmes modalités qu'en 1983.
- Première Division (12 équipes) : 1. Metz, 2. Toulouse Concorde, 3. Paris Etoile 1, 4. Paris Etoile 2, 5. Paris PLM 1, 6. Villeneuve-le-Roi, 7. Paris PLM 2, 8. Paris Etoile 3, 9. Cenon, 10. Paris PLM 3, 11. Marseille Phocéen 1, 12. Châtenay-Malabry.
- Deuxième division (67 équipes, par centres, le 30 septembre) : 1. Marseille Phocéen, 2. Paris Etoile 3, 3. Cenon 1.

### 1983 (Finale àParis, 15-16 octobre)
La finale (première division) regroupe 12 équipes : les 8 premières équipes de l'édition précédente et 4 équipes issues de la qualification (deuxième division). La deuxième division comprend les équipes classées de 9 à 12 de la finale précédente, les équipes classée 5 à 8 de la deuxième division précédente, rejointes pas les équipes qualifiées par une phase régionale.
- Première Division (12 équipes) : 1. Paris Etoile 1, 2. Paris Etoile 2, 3. Paris PLM 1, 4. Metz, 5. Paris PLM 3, 6. Villeneuve-le-Roi, 7. Paris PLM 2, 8. Toulouse, 9. Marseille Phocéen, 10. Grenoble, 11. Cenon, 12. Nice Malvan.
- Deuxième division (par centres, le 25 septembre) : 1. Paris PLM 3, 2. Cenon, 3. Metz, 4. Nice Malvan.

### 1982 (Finale àLyon, 15-16 octobre)
Les équipes passent de 8 à 7 joueurs (dont obligatoirement 3 joueurs non classés nationaux et au plus 2 joueurs de série 1 ou 3 joueurs de série 1 et 2). La finale (première division) regroupe 12 équipes : les 6 premières équipes de l'édition précédente et 6 équipes issues de la qualification (deuxième division). La deuxième division comprend les équipes classées de 9 à 12 de la finale précédente, les équipes classée 5 à 8 de la deuxième division précédente, rejointes pas les équipes qualifiées par une phase régionale.
- Première Division (12 équipes) : 1. Paris PLM, 2. Grenoble 2, 3. Paris Etoile 1, 4. Paris PLM 2, 5. Toulouse, 6. Villeneuve-le-Roi, 7. Marseille Phocéen, 8. Paris Etoile 2, 9. Grenoble 1, 10. Saint-Étienne, 11. Lyon, 12. Chalon-sur-Saône.
- Deuxième division (par centres, le 3 octobre) : 1. Lille, 2. Paris Etoile 2, 3. Paris PLM 2, 4. Grenoble 2.

### 1981 (FinaleParis, 17-18 octobre)
Il y a cette année 108 équipes au départ. Après les éliminatoires régionales, les 8 finales de zones (au lieu de 6, pour tenir compte du succès grandissant de l'épreuve), ont regroupé 34 équipes à Avignon, Béziers, Chalon-sur-Saône, Lyon, Nancy, Paris (2 poules A et B) et Poitiers et leurs vainqueurs sont qualifiés pour la finale.
Finale : 1. Grenoble 1, 2. Paris PLM 2, 3. Lyon PLM, 4. Paris Etoile Verte, 5. à 8. Villeneuve-le-Roi, Marseille Phocéen 1, Cesson, Chalon-sur-Saône.

### 1980 (FinaleLyon, 14-15 juin)
88 équipes se sont engagées. Les six clubs vainqueurs des finales de zone organisées à Avignon, Limoges, Lyon, Nancy, Orléans et Paris, qui ont regroupé 31 équipes, sont qualifiés pour la finale.
Finale : 1. Grenoble I, 2. Paris Etoile Rouge, 3. Lyon PLM I, 4. Monaco / Malvan, 5. Villeneuve-le-Roi, 6. Freyming-Merlebach I.

### 1979 (FinaleLyon, 23-24 juin)
66 équipes au départ. Après des éliminatoires régionales, une qualification regroupe 25 équipes le 24 mai dans 6 centres régionaux, qualifiant chacun une équipe pour la finale. Philippe Lormant, président de la FFSc, qualifie les Interclubs de plus belle épreuve organisée par la FFSc.
- Poule A à Paris : 1. Villeneuve-le-Roi, 2. Nanterre, 3. Châtenay-Malabry, 4. PLM Paris II.
- Poule B à Paris : 1. Dieppe, 2. Freyming-Merlebach, 3. Lille, 4. Nantes.
- Poule C à Forbach : 1. Forbach, 2. Strasbourg.
- Poule D à Avignon : 1. Monaco / Malvan (Vence), 2. Grenoble II, 3. Perpignan, 4. Nice.
- Poule E à Nice : 1. PLM Lyon I, 2. Cannes / Antibes, 3. PLM Marseille, 4. Nice Côte d’Azur.
- Poule F à Lyon : 1. Grenoble, 2. Vienne, 3. Saint-Mandé / Saint-Maur, 4. Aix / Culoz, 5. Bagnols-sur-Cèze / Avignon, 6. Limoges.

Finale : 1. Grenoble, 2. Villeneuve-le-Roi, 3. Lyon, 4. Monaco / Malvan, 5. Forbach, 6. Dieppe.

## Classements

### Nombre de titres toutes catégories
12 clubs seulement ont remporté les 42 titres de Champion de France Interclubs en Scrabble duplicate. En 2022, Le Bouscat rejoint Saint-Leu-la-Forêt au nombre de titres.
- 1. Paris Élysées, 9
- 2. Rouen, 7
- 3. Le Bouscat, Saint-Leu-la-Forêt, 6
- 5. Grenoble, Paris Etoile, Toulouse, 3
- 8. Metz, Nancy, Paris PLM, Strasbourg, Villeneuve-le-Roi, 1

### Nombre de titres (toutes divisions confondues)
76 clubs ont gagné au moins un titre dans une des divisions de la finale du championnat Interclubs. En 2022, Nîmes remporte son premier titre, Le Bouscat et Montpellier se rapprochent de Paris en tête du classement avec 11 titres chacun.
- 1. Paris Élysées, 14
- 2. Le Bouscat, Montpellier, 11
- 4. Rouen, 10
- 5. Nancy, Saint-Leu-la-Forêt, Strasbourg, 7
- 8. Bondoufle, 6
- 9. Villeneuve-le-Roi, 5
- 10. Annecy, Lyon, Ronchin, Toulouse, Vichy, 4
- 15. Fruges, Grenoble, Montigny, Paris Etoile, Tournefeuille, Vourles, 3
- 21. Amiens, Aumetz, La Seyne-sur-Mer, Orléans, Paris Denfert, Perpignan, Reims, Saint-Maur, Théding, 2
- 30. Cambrai, Crespin, Gardanne, 1.5
- 33. Alès, Angers, Avon, Béziers, Bihorel, Blois, Carpentras, Chalon-sur-Saône, Chamalières, Chaville, Courbevoie, Cusset, Dieppe, Draguignan, Illkirch, Le Plessis-Trévise, Les Pennes-Mirabeau, Liévin, Limoges, Maisons-Alfort, Metz, Montaudran, Montrouge, Nantes, Nice Côte d'Azur, Nîmes, Niort, Paris IDF Ouest scolaires, Paris PLM, Pau, Ploudalmezeau, Saint-Auban, Saint-Avold, Saint-Dié-des-Vosges, Saint-Étienne, Saint-Malo, Saint-Raphaël, Savigny-le-Temple, Semoy, Unieux, Valenton, 1
- 74. Aix-les-Bains, Chambéry, Marseille Joker, 0.5

Les "0.5" correspondent à des titres pour lesquels deux clubs étaient associés en une même équipe.

### Nombre de podiums (toutes divisions confondues)
137 clubs sont montés au moins une fois sur un podium d'une finale d'un Championnat de France Interclubs. En 2022, Le Havre, Mulhouse et Saint-Amand-les-Eaux ont obtenu leur premier podium et avec ses 2 nouveaux podiums, Montpellier se rapproche de Paris en tête de classement. 
- 1. Paris Élysées, 34
- 2. Montpellier, 33
- 3. Rouen, 30
- 4. Le Bouscat, 25
- 5. Villeneuve-le-Roi, Nancy, 18
- 7. Bondoufle,  16
- 8. Tournefeuille, 15
- 9. Strasbourg, 14
- 10. Saint-Leu-la-Forêt, 12
- 11. Annecy, Nantes, 11
- 13. Lyon, Paris Etoile, Ronchin 10
- 16. Fruges, Orléans, 9
- 18. Montigny, Montrouge, Reims, Toulouse, 8
- 22. Nîmes, Paris PLM, Vourles, 6
- 25. Grenoble, La Seyne-sur-Mer, Perpignan, Saint-Maur, Vichy, 5
- 30. Audincourt, Cambrai, Dieppe, Illkirch, Landivisiau, Le Perreux, Maisons-Alfort, Pau, Saint-Étienne, 4
- 39. Amiens, Angers, Béziers, Bihorel, Chamalières, Courbevoie, Crespin, Limoges, Niort, Paris Denfert,  Saint-Avold, Saint-Germain-en-Laye, Théding, Unieux, Valenton, 3
- 54. Achicourt, Alès, Aumetz, Carpentras,  Chaville, Chilly-Mazarin, Compiègne, Dijon, Élancourt, Forbach, Gisors, L'Haÿ-les-Roses, Marseille Phocéen, Nice Côte d’Azur, Octeville,  Poitiers, Quimper, Rennes, Savigny-le-Temple, Sénart, Toulon, 2
- 75. Gardanne, 1,5
- 76. Abbeville, Angoulême, Avon, Bailly-Noisy, Barville-Beaune,  Bastia, Besançon, Blagnac, Blois, Bougival, Carrières-sur-Seine, Cesson, Chalon-sur-Saône, Colmar, Cormontreuil, Crépy-en-Valois, Cusset, Draguignan, Fort-de-France, Golbey, Gonfreville, Huningue, La Baule, La Rochelle, Le Havre, Le Plessis-Trévise, Les Pennes-Mirabeau, Liévin, Mainvilliers, Melun, Metz, Miramas, Monflanquin, Montauban, Montaudran, Montbartier, Mulhouse, Nouméa, Paris Amandiers, Paris Île-de-France Ouest Jeunes, Ploudalmezeau, Pluguffan, Roche-la-Molière, Rodez, Rumilly, Saint-Amand-les-Eaux, Saint-Auban, Saint-Dié-des-Vosges, Saint-Malo, Saint-Michel-sur-Orge,Saint-Pierre Zée Club (Réunion), Saint-Paul (Réunion), Saint-Raphaël, Semoy, Sucy-en-Brie, Troyes, Vergèze, 1
- 133. Aix-les-Bains, Chambéry, Ferrières-en-Bray, Marseille Joker, Yvetot, 0.5

Les "0.5" correspondent à des podiums pour lesquels deux clubs étaient associés en une même équipe.

### Nombre d'équipes qualifiées en finale
252 clubs ont déjà qualifié une ou plusieurs équipes à une finale du championnat de France interclubs de Scrabble duplicate. Le record d'équipes qualifiées d'un même club la même année est de cinq, par le club de Montpellier en 2015. En 2022, les clubs de Mennecy, Montarnaud, Olonne, Royan, Saint-Amand-les-Eaux et Masevaux ont participé pour la première fois à la finale des Interclubs.
- 1. Montpellier 59
- 2. Paris Élysées, 52
- 3. Rouen, 49
- 4. Le Bouscat, 42
- 5. Villeneuve-le-Roi, 40
- 6. Nancy, 35
- 7. Orléans, 33
- 8. Nantes, 31
- 9. Annecy, Bondoufle, Strasbourg, 29
- 12. Marseille Phocéen, Tournefeuille, 24
- 14. Lyon, Ronchin, Saint-Leu-la-Forêt, Paris Etoile, 23
- 18. Toulouse, 22
- 19. Montrouge, 20
- 20. Saint-Maur, Vourles, 18
- 22. Montigny, Paris PLM, Perpignan 17
- 25. Grenoble, 15
- 26. Toulon 14
- 27. Audincourt, Maisons-Alfort, Metz, 13
- 30. Crespin, Nîmes, Saint-Avold, 12
- 33. Élancourt, Fruges, 11
- 35. Béziers, Dieppe, La Seyne-sur-Mer, Reims, 10
- 39. Quimper, 9
- 40. Bihorel, Chaville, Dijon, Sénart, Vichy, 8
- 45. Amiens, Bayonne, Courbevoie, Illkirch, Le Havre, L'Haÿ-les-Roses, Lunel, Monflanquin, Niort, Saint-Étienne, Saint-Germain-en-Laye, Théding, 7
- 57. Chamalières, Colmar, Landivisiau, Nice Côte d’Azur, Paris Denfert, Pau, 6
- 63. Angers, Aumetz, Besançon, Cambrai, Carpentras, Chalon-sur-Saône, Gap, Gisors, Gonfreville, Lille, Limoges, Mainvilliers, Marcq-en-Barœul, Mulhouse, Poitiers, Rennes, Sucy-en-Brie, Unieux, Valenton, 5
- 82. Angoulême, Crépy-en-Valois, Fort-de-France, Joinville, Laon, Nice Étoile, Paris Amandiers, Ploudalmézeau, Savigny-le-Temple, Tours, 4
- 92. Gardanne, Marseille Joker, Nice Amitié, 3.5
- 95. Aix-en-Provence, Alès, Annemasse, Bastia, Belfort, Blois, Bourges, Bron, Carrières-sur-Seine, Cesson, Comines, Compiègne, Cormontreuil, Draguignan, Forbach, Gougenheim, Haguenau, La Chapelle-d'Armentières, Le Perreux, Liévin, Melun, Miramas, Montaudran, Montbartier, Octeville, Ouistreham, Pluguffan, Roche-la-Molière, Saint-Dié-des-Vosges, Vaires-sur-Marne, Vidauban, 3
- 126. Achicourt, Avignon, Barville-Beaune, Bondy, Bougival, Caen, Cenon, Chilly-Mazarin, Flins, Istres, La Rochelle, Laxou, Mer, Nanterre, Rumilly, Saint-Jean-Pla-de-Corts, Saint-Malo, Saint-Michel-sur-Orge, Saint-Raphaël, Schiltigheim, Troyes, Verdun, Vesoul, 2
- 149. Ferrières-en-Bray, Uffholtz, Vence, 1.5
- 152. Abbeville, Argelès-sur-Mer, Auch, Aulnay-sous-Bois, Aurillac, Avon, Baie-Mahault, Bailly-Noisy, Bernin, Blagnac, Bois-Colombes, Bonson, Boulogne-Billancourt, Brest, Briey, Bruyères, Cavaillon, Chaponost, Chartres, Châtenay-Malabry, Cosne-Cours-sur-Loire, Creutzwald, Crozon, Cusset, Dax, Dole, Dominicain (Réunion), Douarnenez, Faulquemont, Franconville, Freyming-Merlebach, Gien, Golbey, Gray, Grésivaudan, Huningue, La Baule, La Gacilly, La Loupe, La Roche-sur-Yon, Laval, Le Plessis-Trévise, Le Robert (Martinique), Le Tampon (Réunion), Les Pennes-Mirabeau, Luxeuil-les-Bains, Marseille Nostra, Mennecy, Monaco, Montarnaud, Montauban, Montreuil,  Neauphle-le-Château, Nevers, Pantin, Olonne, Paris Île-de-France Ouest Jeunes, Perros-Guirec, Pierrelatte, Plouharnel, Pointe-à-Pitre, Rivière-Salée (Martinique), Roanne, Rodez, Roquebrune-sur-Argens, Roquefort-des-Corbières, Royan, Saint-Amand-les-Eaux, Saint-Auban, Saint-Denis-en-Val, Saint-Gatien-des-Bois, Saint-Gobain, Saint-Joseph, Saint-Léonard, Saint-Nazaire, Saint-Paul (Réunion), Saint-Pierre Zée Club (Réunion), Saint-Pierre-lès-Elbeuf, Saint-Seurin-sur-l'Isle, Schœlcher (Martinique), Semoy, Tarare, Vannes, Vergèze, Villeneuve-d'Ascq, 1
- 237. Ambérieu-en-Bugey, Beaumont-sur-Oise, Beautor, Beynes, Beynost, Cergy, Gagny, Ham, La Garde-Freinet, Masevaux, Puget-sur-Argens, Sartrouville, Sevran, Valmondois, Villepreux, Yvetot, 0.5

Les "0.5" correspondent à des titres pour lesquels deux clubs étaient associés en une même équipe.